# ミジンコ
ミジンコ（微塵子、水蚤）は、水中でプランクトンとして生活する、微小な甲殻類である。以下のようなものがミジンコと呼ばれている。
1. 鰓脚綱枝角亜目（ミジンコ目）のもの
  1. そのうち、特にミジンコ科ミジンコ属の1種Daphnia pulex
  2. そのうち、特にミジンコ科ミジンコ属の1種Daphnia magna：オオミジンコ
2. 貝形虫亜綱ミオドコーパ目あるいはカイミジンコ目のもの：カイミジンコ
3. カイアシ亜綱のもの：ケンミジンコ

この項では Daphnia pulex について扱う。なお、これらの見分け方は以下の通りとなる。
- ミジンコ(ミジンコ目)：丸っこい体・両腕を広げている・卵を担いでいる・バタフライで泳ぐ（左右の腕を同時に振っている）
- カイミジンコ：二枚貝の外見・はい回れる脚・クロールで泳ぐ（両腕を交互に掻いている）
- ケンミジンコ：細長い体・長い触角・卵のうをぶら下げている・犬かきで泳ぐ（腹面に細かい脚）

## ミジンコ（狭義）
ミジンコ (Daphnia pulex)は、鰓脚綱に属する淡水性の甲殻類である。

## 特徴
中型種で体長1.5-3.5mm、大型では5.0mmにもなる。体は頭部を除き二枚貝のような背甲に覆われ、横から見るとひよこのような形をしている。背甲の下に卵を抱えて孵化まで保育する。ミジンコ目全体の特徴でもあるが、ミジンコに見られる大きな眼は、横から見ると左右あるように思えるが、実際は左右が融合した１つの複眼である。正面から見ると一つ目のお化けのように見える。
頭部にははっきりした吻があり、その下にある第1触角は吻端に達しない。体を覆う甲は広卵形で、後方の縁には細かな棘が並ぶ。後端にある棘状突起は甲羅の長さの4分の1以下、時にはないこともある。

## 生息環境
世界的に分布する。日本でも全土に分布、浅い池沼、川に生息する。

## 生態
ミジンコには、自分と同じクローンしか産まない単為生殖期と、交配して子孫を残す有性生殖期がある。一般的に、通常（環境の良いとき）はメスを産み、生存危機が迫ったときにだけオスを産んで交配するといわれている。また、エサや水温、日照時間の変化により、休眠卵(耐久卵)とよばれる卵を作り、有性生殖期には雌雄による受精卵を作ることもある。

### ゲノム解読
ミジンコのDNAのサイズは約2億塩基対と小さいのに、タンパク質を作る遺伝子は少なくとも約3万900個と、これまでゲノムが解読された動物の中で最も多いことが判明している。東京薬科大学やアメリカインディアナ大学などの研究によれば、ミジンコの遺伝子は3万1000個以上にのぼり、ヒトよりも8000個も多い

### 日本に生息する個体に関する知見の変遷
- 1926年以前 Daphnia morsei として分類され日本の固有種と考えられていた。
- 1926年 上野益三により Daphnia pulex と修正。
- 2015年 東北大学の研究グループにより日本各地の300か所以上の地点で捕獲した Daphnia pulex のミトコンドリアDNAと核DNAの分析結果から、日本に本種の有性生殖を行う循環単為生殖の個体群はいないこと、日本産個体のミトコンドリアDNAはいずれも Daphnia pulex のものであり核DNAの乳酸脱水素酵素遺伝子に北米産の日本には生息していない別種 Daphnia pulicaria の遺伝子が認められたこと、ミトコンドリアDNAの型と核DNAの型の組み合わせが4通りに固定していることから日本産の本種は D. pulex と D. pulicaria との雑種個体で、いずれも北米から侵入した4個体のメスに由来する絶対単為生殖のクローン個体からなる個体群で、ミトコンドリアDNAの変異比較からそのうち2個体はごく近年移入したもので、残る2個体は700年から3000年前に移入したものと発表[2][3][4]。同時に、侵入ルートや、単為生殖で繁殖したクローンであるため遺伝的多様性が低いにもかかわらず個体群を維持できた理由は不明であるとしている。なお、別に、「単為生殖を続ける個体群は有害遺伝子の蓄積により数千年で集団としての寿命が尽きる」との研究があることから、このままの単為生殖を続けた場合 Daphnia pulexの個体群は有害遺伝子の蓄積や病気による消滅の可能性があることが指摘されている[2][3][4]。

## 利用
容易に飼育できる特性を利用して様々な利用がされている。
- 魚類飼育の際の餌[5]。（使用例: メダカ、ドジョウ）
- 観賞用の飼育。
- 化学物質の生態毒性の試験[6][7]。

なお、遺伝的研究などには同属の別種であるオオミジンコ D.magna が使われることも多い。ネット上などではこれを単にミジンコと表記している例もよく見かけるため、注意を要する。